# Samochód Roku
Samochód Roku (ang. Car of the Year, w skrócie COTY) – nagroda dla najlepszego samochodu, przyznawana na rok następny, spośród samochodów debiutujących na rynku w bieżącym roku kalendarzowym.

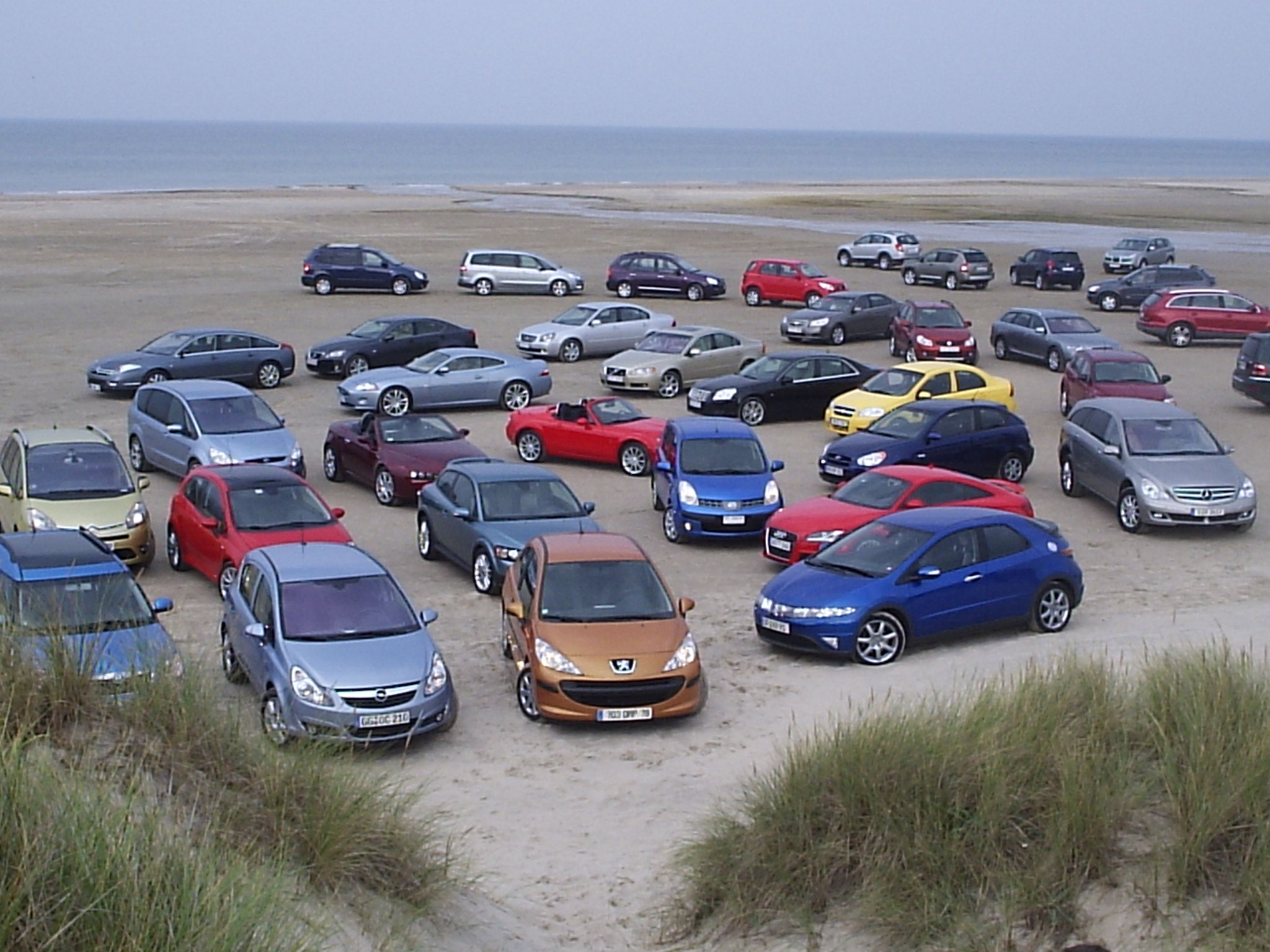
Samochody uczestniczące w konkursie European Car of the Year 2007

## Międzynarodowe edycje konkursu

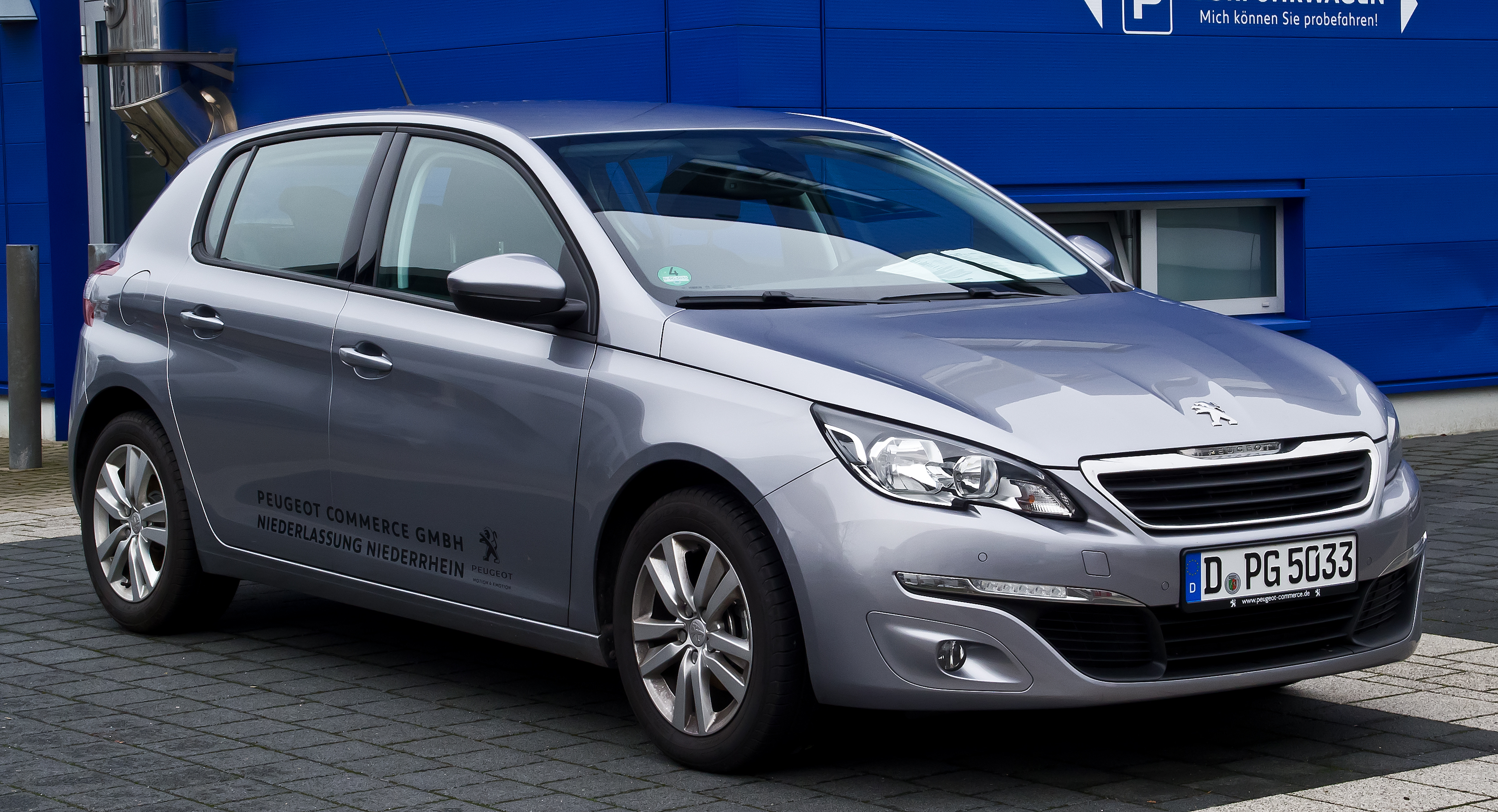
Peugeot 308 II zwycięzca European Car of the Year 2014

Najważniejsze kontynentalne wyróżnienia tego typu na świecie są nadawane w Europie (European Car of the Year) i Ameryce Północnej (North American Car of the Year). Inne globalne wyróżnienia dla samochodów osobowych to np.:
- „Światowy Samochód Roku” (World Car of the Year)
- „Międzynarodowy Samochód Roku” (International Car of the Year)
- „Zielony Samochód Roku” (Green Car of the Year)

Organizowane są także konkursy krajowe, których przykładami są:
- „Brazylijski Samochód Roku” (Carro do Ano no Brasil)[1]
- „Japoński Samochód Roku” (Car of the Year Japan lub Japan Car of the Year – JCOTY)
- „Kanadyjski Samochód Roku”

Oprócz powyższych wyróżnień istnieją konkursy o mniejszym znaczeniu, organizowane np. przez czasopisma motoryzacyjne, takie jak: Motor Trend (Motor Trend Car of the Year) czy Wheels (Wheels Car of the Year).

## Zestawienie wyróżnionych samochodów

Logo Europejskiego Samochodu Roku 2012

### Europejski Samochód Roku
Konkurs na „Europejski Samochód Roku” odbywa się od 1964 roku. W edycji 2010 jurorami było 59., zaś w 2013 roku – 57. dziennikarzy z 22 krajów, w tym dwóch z Polski.
Samochody, które mogą uczestniczyć w konkursie, muszą spełnić konkretne warunki, takie jak:
- dostępność w sprzedaży podczas etapu głosowania jurorów
- sprzedaż prowadzona na minimum pięciu rynkach europejskich
- szacowana roczna sprzedaż wyższa niż 5000 sztuk

Tym samym w turnieju nie mogą brać udziału supersamochody.
W okolicach września każdego roku jury konkursu tworzy listę modeli, które będą ze sobą konkurować do nagrody na przyszły rok. Każdy z jurorów ma rozdania 25 punktów, które może przeznaczyć na co najmniej 10 modeli, przy czym na jeden samochód może maksymalnie oddać 10 punktów. Spośród zgłoszonych pojazdów sędziowie konkursowi wybierają najpierw finałową siódemkę, która następnie staje się przedmiotem ich szczegółowych testów i obserwacji.
Ukształtowała się praktyka, że w grudniu ogłaszana jest oficjalna lista kandydatów. Zdobywcę europejskiego tytułu ujawnia się na wystawie samochodowej w Genewie wiosną roku, którego dotyczy tytuł.
| Rok  | Zdjęcie                                                                       | 1 miejsce                               | Pkt | Zdjęcie                                                                       | 2 miejsce                      | Pkt | Zdjęcie                                                                     | 3 miejsce                    | Pkt |
| ---- | ----------------------------------------------------------------------------- | --------------------------------------- | --- | ----------------------------------------------------------------------------- | ------------------------------ | --- | --------------------------------------------------------------------------- | ---------------------------- | --- |
| 1964 | Rover 2000 – 1 miejsce w europejskim Car Of The Year 1964                     | Rover 2000                              | 76  | Mercedes-Benz 600 (W100) – 2 miejsce w europejskim Car Of The Year 1964       | Mercedes-Benz 600 (W100)       | 65  | Hillman Imp – 3 miejsce w europejskim Car Of The Year 1964                  | Hillman Imp                  | 31  |
| 1965 | Austin 1800 – 1 miejsce w europejskim Car Of The Year 1965                    | Austin 1800                             | 78  | Autobianchi Primula – 2 miejsce w europejskim Car Of The Year 1965            | Autobianchi Primula            | 51  | Ford Mustang I – 3 miejsce w europejskim Car Of The Year 1965               | Ford Mustang I               | 18  |
| 1966 | Renault 16 – 1 miejsce w europejskim Car Of The Year 1966                     | Renault 16                              | 98  | Rolls-Royce Silver Shadow – 2 miejsce w europejskim Car Of The Year 1966      | Rolls-Royce Silver Shadow      | 81  | Oldsmobile Toronado I – 3 miejsce w europejskim Car Of The Year 1966        | Oldsmobile Toronado I        | 59  |
| 1967 | Fiat 124 – 1 miejsce w europejskim Car Of The Year 1967                       | Fiat 124                                | 144 | BMW 1600 – 2 miejsce w europejskim Car Of The Year 1967                       | BMW 1600                       | 61  | Jensen FF – 3 miejsce w europejskim Car Of The Year 1967                    | Jensen FF                    | 61  |
| 1968 | NSU Ro 80 – 1 miejsce w europejskim Car Of The Year 1968                      | NSU Ro 80                               | 197 | Fiat 125 – 2 miejsce w europejskim Car Of The Year 1968                       | Fiat 125                       | 133 | Simca 1100 – 3 miejsce w europejskim Car Of The Year 1968                   | Simca 1100                   | 94  |
| 1969 | Peugeot 504 – 1 miejsce w europejskim Car Of The Year 1969                    | Peugeot 504                             | 119 | BMW 2500/2800 – 2 miejsce w europejskim Car Of The Year 1969                  | BMW 2500/2800                  | 77  | Alfa Romeo 1750 – 3 miejsce w europejskim Car Of The Year 1969              | Alfa Romeo 1750              | 76  |
| 1970 | Fiat 128 – 1 miejsce w europejskim Car Of The Year 1970                       | Fiat 128                                | 235 | Autobianchi A112 – 2 miejsce w europejskim Car Of The Year 1970               | Autobianchi A112               | 96  | Renault 12 – 3 miejsce w europejskim Car Of The Year 1970                   | Renault 12                   | 79  |
| 1971 | Citroën GS – 1 miejsce w europejskim Car Of The Year 1971                     | Citroën GS                              | 233 | Volkswagen K70 – 2 miejsce w europejskim Car Of The Year 1971                 | Volkswagen K70                 | 121 | Citroën SM – 3 miejsce w europejskim Car Of The Year 1971                   | Citroën SM                   | 105 |
| 1972 | Fiat 127 – 1 miejsce w europejskim Car Of The Year 1972                       | Fiat 127                                | 239 | Renault 15/17 – 2 miejsce w europejskim Car Of The Year 1972                  | Renault 15/17                  | 107 | Mercedes-Benz 350 SL – 3 miejsce w europejskim Car Of The Year 1972         | Mercedes-Benz 350 SL         | 96  |
| 1973 | Audi 80 B1 – 1 miejsce w europejskim Car Of The Year 1973                     | Audi 80 B1                              | 114 | Renault 5 I – 2 miejsce w europejskim Car Of The Year 1973                    | Renault 5 I                    | 109 | Alfa Romeo Alfetta – 3 miejsce w europejskim Car Of The Year 1973           | Alfa Romeo Alfetta           | 95  |
| 1974 | Mercedes-Benz 450S (W116) – 1 miejsce w europejskim Car Of The Year 1974      | Mercedes-Benz 450S (W116)               | 115 | Fiat X1/9 – 2 miejsce w europejskim Car Of The Year 1974                      | Fiat X1/9                      | 99  | Honda Civic I – 3 miejsce w europejskim Car Of The Year 1974                | Honda Civic I                | 90  |
| 1975 | Citroën CX – 1 miejsce w europejskim Car Of The Year 1975                     | Citroën CX                              | 229 | Volkswagen Golf I – 2 miejsce w europejskim Car Of The Year 1975              | Volkswagen Golf I              | 164 | Audi 50 – 3 miejsce w europejskim Car Of The Year 1975                      | Audi 50                      | 136 |
| 1976 | Simca 1307-1308 – 1 miejsce w europejskim Car Of The Year 1976                | Simca 1307-1308                         | 192 | BMW 316-320 – 2 miejsce w europejskim Car Of The Year 1976                    | BMW 316-320                    | 144 | Renault 30 TS – 3 miejsce w europejskim Car Of The Year 1976                | Renault 30 TS                | 107 |
| 1977 | Rover 3500 – 1 miejsce w europejskim Car Of The Yar 1977                      | Rover 3500                              | 157 | Audi 100 C2 – 2 miejsce w europejskim Car Of The Year 1977                    | Audi 100 C2                    | 138 | Ford Fiesta I – 3 miejsce w europejskim Car Of The Year 1977                | Ford Fiesta I                | 135 |
| 1978 | Porsche 928 – 1 miejsce w europejskim Car Of The Year 1978                    | Porsche 928                             | 261 | BMW serii 7 I – 2 miejsce w europejskim Car Of The Year 1978                  | BMW serii 7 I                  | 231 | Ford Granada II – 3 miejsce w europejskim Car Of The Year 1978              | Ford Granada II              | 203 |
| 1979 | Simca Horizon/Talbot Horizon – 1 miejsce w europejskim Car Of The Year 1979   | Simca Horizon/Talbot Horizon            | 251 | Fiat Ritmo – 2 miejsce w europejskim Car Of The Year 1979                     | Fiat Ritmo                     | 239 | Audi 80 B2 – 3 miejsce w europejskim Car Of The Year 1979                   | Audi 80 B2                   | 181 |
| 1980 | Lancia Delta – 1 miejsce w europejskim Car Of The Year 1980                   | Lancia Delta                            | 369 | Opel Kadett IV – 2 miejsce w europejskim Car Of The Year 1980                 | Opel Kadett IV                 | 301 | Peugeot 505 – 3 miejsce w europejskim Car Of The Year 1980                  | Peugeot 505                  | 199 |
| 1981 | Ford Escort III – 1 miejsce w europejskim Car Of The Year 1981                | Ford Escort III                         | 326 | Fiat Panda I – 2 miejsce w europejskim Car Of The Year 1981                   | Fiat Panda I                   | 308 | Austin Metro – 3 miejsce w europejskim Car Of The Year 1981                 | Austin Metro                 | 255 |
| 1982 | Renault 9 – 1 miejsce w europejskim Car Of The Year 1982                      | Renault 9                               | 335 | Opel Ascona III – 2 miejsce w europejskim Car Of The Year 1982                | Opel Ascona III                | 304 | Volkswagen Polo II – 3 miejsce w europejskim Car Of The Year 1982           | Volkswagen Polo II           | 225 |
| 1983 | Audi 100 C3 – 1 miejsce w europejskim Car Of The Year 1983                    | Audi 100 C3                             | 410 | Ford Sierra – 2 miejsce w europejskim Car Of The Year 1983                    | Ford Sierra                    | 386 | Volvo 760 – 3 miejsce w europejskim Car Of The Year 1983                    | Volvo 760                    | 157 |
| 1984 | Fiat Uno I – 1 miejsce w europejskim Car Of The Year 1984                     | Fiat Uno I                              | 346 | Peugeot 205 – 2 miejsce w europejskim Car Of The Year 1984                    | Peugeot 205                    | 325 | Volkswagen Golf II – 3 miejsce w europejskim Car Of The Year 1984           | Volkswagen Golf II           | 156 |
| 1985 | Opel Kadett V – 1 miejsce w europejskim Car Of The Year 1985                  | Opel Kadett V                           | 326 | Renault 25 – 2 miejsce w europejskim Car Of The Year 1985                     | Renault 25                     | 261 | Lancia Thema – 3 miejsce w europejskim Car Of The Year 1985                 | Lancia Thema                 | 191 |
| 1986 | Ford Scoprio – 1 miejsce w europejskim Car Of The Year 1986                   | Ford Scorpio                            | 337 | Lancia Y10 – 2 miejsce w europejskim Car Of The Year 1986                     | Lancia Y10                     | 291 | Mercedes-Benz 200-300 E – 3 miejsce w europejskim Car Of The Year 1986      | Mercedes-Benz 200-300 E      | 273 |
| 1987 | Opel Omega I – 1 miejsce w europejskim Car Of The Year 1987                   | Opel Omega I                            | 275 | Audi 80 B3 – 2 miejsce w europejskim Car Of The Year 1987                     | Audi 80 B3                     | 238 | BMW serii 7 II – 3 miejsce w europejskim Car Of The Year 1987               | BMW serii 7 II               | 175 |
| 1988 | Peugeot 405 – 1 miejsce w europejskim Car Of The Year 1988                    | Peugeot 405                             | 464 | Citroën AX – 2 miejsce w europejskim Car Of The Year 1988                     | Citroën AX                     | 252 | Honda Prelude III – 3 miejsce w europejskim Car Of The Year 1988            | Honda Prelude III            | 234 |
| 1989 | Fiat Tipo – 1 miejsce w europejskim Car Of The Year 1989                      | Fiat Tipo                               | 356 | Opel Vectra I – 2 miejsce w europejskim Car Of The Year 1989                  | Opel Vectra I                  | 261 | Volkswagen Passat B3 – 3 miejsce w europejskim Car Of The Year 1989         | Volkswagen Passat B3         | 194 |
| 1990 | Citroën XM – 1 miejsce w europejskim Car Of The Year 1990                     | Citroën XM                              | 390 | Mercedes-Benz SL IV – 2 miejsce w europejskim Car Of The Year 1990            | Mercedes-Benz SL IV            | 215 | Fird Fiesta III – 3 miejsce w europejskim Car Of The Year 1990              | Ford Fiesta III              | 214 |
| 1991 | Renault Clio I – 1 miejsce w europejskim Car Of The Year 1991                 | Renault Clio I                          | 312 | Nissan Primera I – 2 miejsce w europejskim Car Of The Year 1991               | Nissan Primera I               | 258 |                                                                             | Opel Calibra                 | 183 |
| 1992 | Volkswagen Golf III – 1 miejsce w europejskim Car Of The Year 1992            | Volkswagen Golf III                     | 276 | Opel Astra I – 2 miejsce w europejskim Car Of The Year 1992                   | Opel Astra I                   | 231 | Citroën ZX – 3 miejsce w europejskim Car Of The Year 1992                   | Citroën ZX                   | 213 |
| 1993 | Nissan Micra II – 1 miejsce w europejskim Car Of The Year 1993                | Nissan Micra II                         | 338 | Fiat Cinquecento – 2 miejsce w europejskim Car Of The Year 1993               | Fiat Cinquecento               | 304 | Renault Safrane – 3 miejsce w europejskim Car Of The Year 1993              | Renault Safrane              | 244 |
| 1994 | Ford Mondeo I – 1 miejsce w europejskim Car Of The Year 1994                  | Ford Mondeo I                           | 290 | Citroën Xantia – 2 miejsce w europejskim Car Of The Year 1994                 | Citroën Xantia                 | 264 | Mercedes-Benz klasy C (w202) – 3 miejsce w europejskim Car Of The Year 1994 | Mercedes-Benz klasy C (W202) | 192 |
| 1995 | Fiat Punto I – 1 miejsce w europejskim Car Of The Year 1995                   | Fiat Punto I                            | 370 | Volkswagen Polo III – 2 miejsce w europejskim Car Of The Year 1995            | Volkswagen Polo III            | 292 | Opel Omega II – 3 miejsce w europejskim Car Of The Year 1995                | Opel Omega II                | 272 |
| 1996 | Fiat Bravo/Brava – 1 miejsce w europejskim Car Of The Year 1996               | Fiat Bravo/Brava                        | 378 | Peugeot 406 – 2 miejsce w europejskim Car Of The Year 1996                    | Peugeot 406                    | 363 | Audi A4 B5 – 3 miejsce w europejskim Car Of The Year 1996                   | Audi A4 B5                   | 246 |
| 1997 | Renault Mégane Scénic – 1 miejsce w europejskim Car Of The Year 1997          | Renault Mégane Scénic                   | 405 | Ford Ka I – 2 miejsce w europejskim Car Of The Year 1997                      | Ford Ka I                      | 293 | Volkswagen Passat B5 – 3 miejsce w europejskim Car Of The Year 1997         | Volkswagen Passat B5         | 248 |
| 1998 | Alfa Romeo 156 – 1 miejsce w europejskim Car Of The Year 1998                 | Alfa Romeo 156                          | 454 | Volkswagen Golf IV – 2 miejsce w europejskim Car Of The Year 1998             | Volkswagen Golf IV             | 266 | Audi A6 C5 – 3 miejsce w europejskim Car Of The Year 1998                   | Audi A6 C5                   | 265 |
| 1999 | Ford Focus I – 1 miejsce w europejskim Car Of The Year 1999                   | Ford Focus I                            | 444 | Opel Astra II – 2 miejsce w europejskim Car Of The Year 1999                  | Opel Astra II                  | 272 | Peugeot 206 – 3 miejsce w europejskim Car Of The Year 1999                  | Peugeot 206                  | 249 |
| 2000 | Toyota Yaris I – 1 miejsce w europejskim Car Of The Year 2000                 | Toyota Yaris I                          | 344 | Fiat Multipla I – 2 miejsce w europejskim Car Of The Year 2000                | Fiat Multipla I                | 325 | Opel Zafira I – 3 miejsce w europejskim Car Of The Year 2000                | Opel Zafira I                | 265 |
| 2001 | Alfa Romeo 147 – 1 miejsce w europejskim Car Of The Year 2001                 | Alfa Romeo 147                          | 238 | Ford Mondeo III – 2 miejsce w europejskim Car Of The Year 2001                | Ford Mondeo III                | 237 | Toyota Prius I – 3 miejsce w europejskim Car Of The Year 2001               | Toyota Prius I               | 229 |
| 2002 | Peugeot 307 – 1 miejsce w europejskim Car Of The Year 2002                    | Peugeot 307                             | 286 | Renault Laguna II – 2 miejsce w europejskim Car Of The Year 2002              | Renault Laguna II              | 244 | Fiat Stilo – 3 miejsce w europejskim Car Of The Year 2002                   | Fiat Stilo                   | 243 |
| 2003 | Renault Mégane II – 1 miejsce w europejskim Car Of The Year 2003              | Renault Mégane II                       | 322 | Mazda 6 I – 2 miejsce w europejskim Car Of The Year 2003                      | Mazda 6 I                      | 302 | Citroën C3 – 3 miejsce w europejskim Car Of The Year 2003                   | Citroën C3                   | 214 |
| 2004 | Fiat Panda II – 1 miejsce w europejskim Car Of The Year 2004                  | Fiat Panda II                           | 281 | Mazda 3 I – 2 miejsce w europejskim Car Of The Year 2004                      | Mazda 3 I                      | 241 | Volkswagen Golf V – 3 miejsce w europejskim Car Of The Year 2004            | Volkswagen Golf V            | 241 |
| 2005 | Toyota Prius – 1 miejsce w europejskim Car Of The Year 2005                   | Toyota Prius II                         | 406 | Citroën C4 – 2 miejsce w europejskim Car Of The Year 2005                     | Citroën C4                     | 267 | Ford Focus II – 3 miejsce w europejskim Car Of The Year 2005                | Ford Focus II                | 228 |
| 2006 | Renault Clio III – 1 miejsce w europejskim Car Of The Year 2006               | Renault Clio III                        | 256 | Volkswagen Passat VI – 2 miejsce w europejskim Car Of The Year 2006           | Volkswagen Passat B6           | 251 | Alfa Romeo 159 – 3 miejsce w europejskim Car Of The Year 2006               | Alfa Romeo 159               | 212 |
| 2007 | Ford S-Max – 1 miejsce w europejskim Car Of The Year 2007                     | Ford S-Max                              | 235 | Opel Corsa IV – 2 miejsce w europejskim Car Of The Year 2007                  | Opel Corsa IV                  | 233 | Citroën C4 Picasso – 3 miejsce w europejskim Car Of The Year 2007           | Citroën C4 Picasso           | 222 |
| 2008 | Fiat 500 – 1 miejsce w europejskim Car Of The Year 2008                       | Fiat 500                                | 385 | Mazda 2 II – 2 miejsce w europejskim Car Of The Year 2008                     | Mazda 2 II                     | 325 | Ford Mondeo IV -3 miejsce w europejskim Car Of The Year 2008                | Ford Mondeo IV               | 202 |
| 2009 | Opel Insignia I – 1 miejsce w europejskim Car Of The Year 2009                | Opel Insignia I                         | 321 | Ford Fiesta VI – 2 miejsce w europejskim Car Of The Year 2009                 | Ford Fiesta VI                 | 320 | Volkswagen Golf VI – 3 miejsce w europejskim Car Of The Year 2009           | Volkswagen Golf VI           | 223 |
| 2010 | Volkswagen Polo V – 1 miejsce w europejskim Car Of The Year 2010              | Volkswagen Polo V                       | 347 | Toyota iQ – 2 miejsce w europejskim Car Of The Year 2010                      | Toyota iQ                      | 337 | Opel Astra IV – 3 miejsce w europejskim Car Of The Year 2010                | Opel Astra IV                | 221 |
| 2011 | Nissan Leaf – 1 miejsce w europejskim Car Of The Year 2011                    | Nissan Leaf                             | 257 | Alfa Romeo Giulietta – 2 miejsce w europejskim Car Of The Year 2011           | Alfa Romeo Giulietta           | 248 | Opel Meriva II – 3 miejsce w europejskim Car Of The Year 2011               | Opel Meriva II               | 244 |
| 2012 | Opel Ampera/Chevrolet Volt – 1 miejsce w europejskim Car Of The Year 2012     | Opel Ampera / Chevrolet Volt            | 330 | Volkswagen up! – 2 miejsce w europejskim Car Of The Year 2012                 | Volkswagen up!                 | 281 | Ford Focus III – 3 miejsce w europejskim Car Of The Year 2012               | Ford Focus III               | 256 |
| 2013 | Volkswagen Golf VII – 1 miejsce w europejskim Car Of The Year 2013            | Volkswagen Golf VII                     | 414 | Toyota GT86/Subaru BRZ – 2 miejsce w europejskim Car Of The Year 2013         | Toyota GT86 / Subaru BRZ       | 202 | Volvo V40 – 3 miejsce w europejskim Car Of The Year 2013                    | Volvo V40                    | 189 |
| 2014 | Peugeot 308 II – 1 miejsce w europejskim Car Of The Year 2014                 | Peugeot 308 II                          | 307 | BMW i3 – 2 miejsce w europejskim Car Of The Year 2014                         | BMW i3                         | 223 | Tesla Model S – 3 miejsce w europejskim Car Of The Year 2014                | Tesla Model S                | 216 |
| 2015 | Volkswagen Passat B8 – 1 miejsce w europejskim Car Of The Year 2015           | Volkswagen Passat B8                    | 340 | Citroën C4 Cactus – 2 miejsce w europejskim Car Of The Year 2015              | Citroën C4 Cactus              | 248 | Mercedes-Benz klasy C (W205) – 3 miejsce w europejskim Car Of The Year 2015 | Mercedes-Benz klasy C (W205) | 221 |
| 2016 | Opel Astra V – 1 miejsce w europejskim Car Of The Year 2016                   | Opel Astra V                            | 312 | Volvo XC90 II – 2 miejsce w europejskim Car Of The Year 2016                  | Volvo XC90 II                  | 294 | Mazda MX-5 IV – 3 miejsce w europejskim Car Of The Year 2016                | Mazda MX-5 IV                | 202 |
| 2017 | Peugeot 3008 II – 1 miejsce w europejskim Car Of The Year 2017                | Peugeot 3008 II                         | 319 | Alfa Romeo Giulia – 2 miejsce w europejskim Car Of The Year 2017              | Alfa Romeo Giulia              | 296 | Mercedes-Benz klasy E (W213) – 3 miejsce w europejskim Car Of The Year 2017 | Mercedes-Benz klasy E (W213) | 197 |
| 2018 | Volvo XC40 – 1 miejsce w europejskim Car Of The Year 2018                     | Volvo XC40                              | 325 | SEAT Ibiza V – 2 miejsce w europejskim Car Of The Year 2018                   | SEAT Ibiza V                   | 242 | BMW serii 5 VII – 3 miejsce w europejskim Car Of The Year 2018              | BMW serii 5 VII              | 226 |
| 2019 | Jaguar I-Pace – 1 miejsce w europejskim Car Of The Year 2019                  | Jaguar I-Pace                           | 250 | Alpine A110 – 2 miejsce w europejskim Car Of The Year 2019                    | Alpine A110                    | 250 | Kia Ceed III – 3 miejsce w europejskim Car Of The Year 2019                 | Kia Ceed III                 | 247 |
| 2020 | Peugeot 208 II – 1 miejsce w europejskim Car Of The Year 2020                 | Peugeot 208 II                          | 281 | Tesla Model 3 – 2 miejsce w europejskim Car Of The Year 2020                  | Tesla Model 3                  | 242 | Porsche Taycan – 3 miejsce w europejskim Car Of The Year 2020               | Porsche Taycan               | 222 |
| 2021 | Toyota Yaris IV – 1 miejsce w europejskim Car Of The Year 2021                | Toyota Yaris IV                         | 266 | Fiat 500e II – 2 miejsce w europejskim Car Of The Year 2021                   | Fiat 500e II                   | 240 | Cupra Formentor – 3 miejsce w europejskim Car Of The Year 2021              | Cupra Formentor              | 239 |
| 2022 | Kia EV6 – 1 miejsce w europejskim Car Of The Year 2022                        | Kia EV6                                 | 279 | Renault Mégane E-Tech Electric – 2 miejsce w europejskim Car Of The Year 2022 | Renault Mégane E-Tech Electric | 265 | Hyundai Ioniq 5 – 3 miejsce w europejskim Car Of The Year 2022              | Hyundai Ioniq 5              | 261 |
| 2023 | Jeep Avenger – 1 miejsce w europejskim Car Of The Year 2023                   | Jeep Avenger                            | 328 | Volkswagen ID.Buzz – 2 miejsce w europejskim Car Of The Year 2023             | Volkswagen ID. Buzz            | 241 | Nissan Ariya – 3 miejsce w europejskim Car Of The Year 2023                 | Nissan Ariya                 | 211 |
| 2024 | Renault Scénic E-Tech Electric – 1 miejsce w europejskim Car Of The Year 2024 | Renault Scénic E-Tech Electric          | 329 | BMW serii 5 VII – 2 miejsce w europejskim Car Of The Year 2024                | BMW serii 5                    | 308 | Peugeot 3008 III – 3 miejsce w europejskim Car Of The Year 2024             | Peugeot 3008 III             | 197 |
| 2025 | Renault 5 E-Tech Electic – 1 miejsce w europejskim Car Of The Year 2025       | Renault 5 E-Tech Electric / Alpine A290 | 353 | Kia EV3 – 2 miejsce w europejskim Car Of The Year 2025                        | Kia EV3                        | 291 | Citroën C3 IV – 3 miejsce w europejskim Car Of The Year 2025                | Citroën C3 IV                | 215 |

### Północnoamerykański Samochód Roku
Konkurs na północnoamerykański samochód roku (The North American Car of the Year) odbywa się podczas corocznego salonu samochodowego w Detroit.
| Rok  | 1 miejsce                   | 2 miejsce                 | 3 miejsce                         |
| ---- | --------------------------- | ------------------------- | --------------------------------- |
| 1994 | Mercedes-Benz klasy C       | Chevrolet Camaro          | Toyota Supra                      |
| 1995 | Chrysler Cirrus             | Ford Contour              | Oldsmobile Aurora                 |
| 1996 | Dodge Caravan               | Ford Taurus/Mercury Sable | Mercedes-Benz klasy E             |
| 1997 | Mercedes-Benz klasy SLK     | Jaguar XK8                | BMW serii 5                       |
| 1998 | Chevrolet Corvette          | Audi A6                   | Lexus GS                          |
| 1999 | Volkswagen New Beetle       | Honda Odyssey             | Chrysler 300M                     |
| 2000 | Ford Focus                  | Audi TT                   | Lincoln LS                        |
| 2001 | Chrysler PT Cruiser         | Honda Insight             | Toyota Prius                      |
| 2002 | Nissan Altima               | Ford Thunderbird          | Cadillac CTS                      |
| 2003 | Mini Cooper                 | Infiniti G35              | Nissan 350Z                       |
| 2004 | Toyota Prius                | Mazda RX-8                | Cadillac XLR                      |
| 2005 | Chrysler 300C               | Chevrolet Corvette        | Ford Mustang                      |
| 2006 | Honda Civic                 | Ford Fusion               | Pontiac Solstice                  |
| 2007 | Saturn Aura                 | Honda Fit                 | Toyota Camry                      |
| 2008 | Chevrolet Malibu            | Cadillac CTS II           | Honda Accord (wersja amerykańska) |
| 2009 | Hyundai Genesis             | Volkswagen Jetta          | Ford Flex                         |
| 2010 | Ford Fusion                 | Volkswagen Golf VI        | Buick LaCrosse                    |
| 2011 | Chevrolet Volt              | Hyundai Sonata            | Nissan Leaf                       |
| 2012 | Hyundai Elantra             | Volkswagen Passat         | Ford Focus                        |
| 2013 | Cadillac ATS                | Honda Accord              | Ford Fusion                       |
| 2014 | Chevrolet Corvette Stingray | Mazda 3                   | Cadillac CTS                      |
| 2015 | Volkswagen Golf VII         | Ford Mustang              | Hyundai Genesis                   |
| 2016 | Honda Civic                 | Chevrolet Malibu          | Mazda MX-5 Miata                  |
| 2017 | Chevrolet Bolt              | Genesis G90               | Volvo S90                         |
| 2018 | Honda Accord                | Kia Stinger               | Toyota Camry                      |
| 2019 | Genesis G70                 | Honda Insight             | Volvo S60                         |
| 2020 | Chevrolet Corvette          | Hyundai Sonata            | Toyota Supra                      |
| 2021 | Hyundai Elantra             | Genesis G80               | Nissan Sentra                     |
| 2022 | Honda Civic                 | Lucid Air                 | Volkswagen Golf R/GTI             |
| 2023 | Acura Integra               | Genesis Electrified G80   | Nissan Z                          |
| 2024 | Toyota Prius                | Honda Accord              | Hyundai Ioniq 6                   |

### Północnoamerykański SUV/Pick-up Roku
Do konkursu dopuszczone są auta terenowe, sportowo-użytkowe oraz pick-upy. Jury stanowi 48-osobowy zespół dziennikarzy motoryzacyjnych. Po 2016 roku rywalizację rozdzielono na kategorie Truck i Utility.

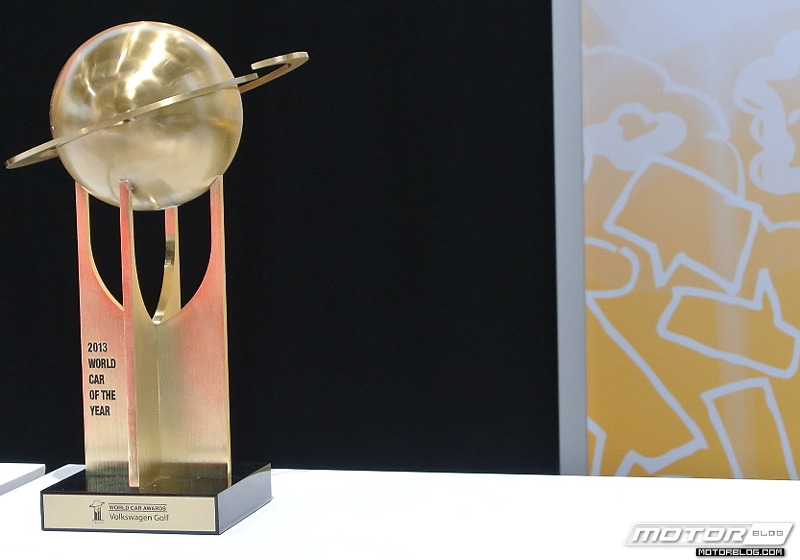
Statuetka Światowego Samochódu Roku

| Rok            | 1 miejsce             | 2 miejsce                 | 3 miejsce                   |
| -------------- | --------------------- | ------------------------- | --------------------------- |
| 1994           | Dodge Ram             | Chevrolet S-10/GMC Sonoma | Land Rover Defender         |
| 1995           | Chevrolet Blazer      | Ford Explorer             | Ford Windstar               |
| 1996           | Ford F-150            | GMC Yukon/Chevrolet Tahoe | Range Rover                 |
| 1997           | Ford Expedition       | Dodge Dakota              | Toyota RAV4                 |
| 1998           | Mercedes-Benz ML      | Dodge Durango             | Subaru Forester             |
| 1999           | Jeep Grand Cherokee   | Chevrolet Silverado       | GMC Sierra                  |
| 2000           | Nissan Xterra         | Dodge Dakota              | Toyota Tundra               |
| 2001           | Acura MDX             | Ford Escape               | Toyota Sequoia              |
| 2002           | Chevrolet TrailBlazer | Chevrolet Avalanche       | Jeep Liberty                |
| 2003           | Volvo XC90            | Hummer H2                 | Honda Element/Nissan Murano |
| 2004           | Ford F-150            | Nissan Titan              | Cadillac SRX                |
| 2005           | Ford Escape Hybrid    | Ford Freestyle            | Land Rover Discovery LR3    |
| 2006           | Honda Ridgeline       | Ford Explorer             | Nissan Xterra               |
| 2007           | Chevrolet Silverado   | Ford Edge                 | Mazda CX-7                  |
| 2008           | Mazda CX-9            | Chevrolet Tahoe Hybrid    | Buick Enclave               |
| 2009           | Ford F-150            | Dodge Ram                 | Mercedes-Benz M320 Blue Tec |
| 2010           | Ford Transit Connect  | Chevrolet Equinox         | Subaru Outback              |
| 2011           | Ford Explorer         | Dodge Durango             | Jeep Grand Cherokee         |
| 2012           | Range Rover Evoque    | Honda CR-V                | BMW X3                      |
| 2013           | Ram 1500              | Mazda CX-5                | Ford C-Max                  |
| 2014           | Chevrolet Silverado   | Jeep Cherokee             | Acura MDX                   |
| 2015           | Ford F-150            | Chevrolet Colorado        | Lincoln MKC                 |
| 2016           | Volvo XC90            | Honda Pilot               | Nissan Titan XD             |
| 2017 (Truck)   | Honda Ridgeline       | Ford F-series Super Duty  | Nissan Titan                |
| 2017 (Utility) | Chrysler Pacifica     | Jaguar F-Pace             | Mazda CX-9                  |
| 2018 (Truck)   | Lincoln Navigator     | Chevrolet Colorado ZR2    | Ford Expedition             |
| 2018 (Utility) | Volvo XC60            | Alfa Romeo Stelvio        | Honda Odyssey               |
| 2019 (Truck)   | RAM 1500              | Chevrolet Silverado 1500  | GMC Sierra 1500             |
| 2019 (Utility) | Hyundai Kona          | Acura RDX                 | Jaguar I-Pace               |
| 2020 (Truck)   | Jeep Gladiator        | Ford Ranger               | RAM Heavy Duty              |
| 2020 (Utility) | Kia Telluride         | Hyundai Palisade          | Lincoln Aviator             |
| 2021 (Truck)   | Ford F-150            | Jeep Gladiator Mojave     | Ram Rebel TRX               |
| 2021 (Utility) | Ford Mustang Mach-E   | Genesis GV80              | Land Rover Defender         |
| 2022 (Truck)   | Ford Maverick         | Rivian R1T                | Hyundai Santa Cruz          |
| 2022 (Utility) | Ford Bronco           | Hyundai Ioniq 5           | Genesis GV70                |
| 2023 (Truck)   | Ford F-150 Lightning  | Chevrolet Silverado       | Lordstown Endurance         |
| 2023 (Utility) | Kia EV6               | Cadillac Lyriq            | Genesis GV60                |
| 2024 (Truck)   | Ford Super Duty       | Chevrolet Colorado        | Chevrolet Silverado EV      |
| 2024 (Utility) | Kia EV9               | Genesis Electrified GV70  | Hyundai Kona                |

### Światowy Samochód Roku
Światowy Samochód Roku to nagroda przydzielana przez międzynarodowe jury, składające się z 66 dziennikarzy motoryzacyjnych z 25 krajów.
Samochody biorące udział w konkursie muszą być dostępne w sprzedaży w przynajmniej pięciu krajach co najmniej dwóch kontynentów przed 1 stycznia roku, w którym nagroda jest przyznawana.
Pierwsza edycja tego konkursu odbyła się w 2005 roku, w celu ujednolicenia krajowych, czy kontynentalnych nagród Car of the Year. Od 2006 roku w ramach tego konkursu przydzielane są też nagrody w kategoriach World Performance Car, World Green Car, World Car Design of the Year i Luxus Car of the Year
W 2005 roku wyniki zostały ogłoszone podczas międzynarodowego AutoShow w Toronto w Kanadzie, a od 2006 roku nagrody przyznawane są podczas międzynarodowego AutoShow w Nowym Jorku.
| Rok  | 1 miejsce             | 2 miejsce             | 3 miejsce              |
| ---- | --------------------- | --------------------- | ---------------------- |
| 2005 | Audi A6               | Volvo S40             | Porsche 911            |
| 2006 | BMW serii 3           | Mazda MX-5            | Porsche Cayman S       |
| 2007 | Lexus LS 460          | MINI                  | Audi TT                |
| 2008 | Mazda 2               | Ford Mondeo           | Mercedes-Benz klasy C  |
| 2009 | Volkswagen Golf VI    | Ford Fiesta VII       | Toyota iQ              |
| 2010 | Volkswagen Polo V     | Mercedes-Benz klasy E | Audi A5                |
| 2011 | Nissan Leaf           | Audi A8               | BMW serii 5            |
| 2012 | Volkswagen up!        | BMW serii 3           | Porsche 911            |
| 2013 | Volkswagen Golf VII   | Mercedes-Benz klasy A | Porsche Boxster/Cayman |
| 2014 | Audi A3               | BMW serii 4           | Mazda 3                |
| 2015 | Mercedes-Benz klasy C | Volkswagen Passat     | Ford Mustang           |
| 2016 | Mazda MX-5            | Mercedes-Benz GLC     | Audi A4                |
| 2017 | Jaguar F-Pace         | Volkswagen Tiguan     | Audi Q5                |
| 2018 | Volvo XC60            | Range Rover Velar     | Mazda CX-5             |
| 2019 | Jaguar I-Pace         | Audi e-tron           | Volvo S60/V60          |
| 2020 | Kia Telluride         | Mazda CX-30           | Mazda 3                |
| 2021 | Volkswagen ID.4       | Honda e               | Toyota Yaris           |
| 2022 | Hyundai Ioniq 5       | Kia EV6               | Ford Mustang Mach-E    |
| 2023 | Hyundai Ioniq 6       | BMW X1                | Kia Niro               |
| 2024 | Kia EV9               | BYD Seal              | Volvo EX30             |

#### World Performance Car of the Year
- 2006 – Porsche Cayman S
- 2007 – Audi RS4
- 2008 – Audi R8
- 2009 – Nissan GT-R
- 2010 – Audi R8 V10
- 2011 – Ferrari 458 Italia
- 2012 – Porsche 911
- 2013 – Porsche Boxster/Cayman
- 2014 – Porsche 911 GT3
- 2015 – Mercedes-AMG GT
- 2016 – Audi R8
- 2017 – Porsche Boxster/Cayman
- 2018 – BMW M5
- 2019 – McLaren 720S
- 2020 – Porsche Taycan
- 2021 – Porsche 911 Turbo
- 2022 – Audi e-tron GT
- 2023 – Kia EV6 GT
- 2024 – Hyundai Ioniq 5 N

#### World Car Design of the Year
- 2006 – Citroën C4
- 2007 – Audi TT
- 2008 – Audi R8
- 2009 – Fiat 500
- 2010 – Chevrolet Camaro
- 2011 – Aston Martin Rapide
- 2012 – Range Rover Evoque
- 2013 – Jaguar F-Type
- 2014 – BMW i3
- 2015 – Citroën C4 Cactus
- 2016 – Mazda MX-5
- 2017 – Jaguar F-Pace
- 2018 – Range Rover Velar
- 2019 – Jaguar I-Pace
- 2020 – Mazda 3
- 2021 – Land Rover Defender
- 2022 – Hyundai Ioniq 5
- 2023 – Hyundai Ioniq 6
- 2024 – Toyota Prius

#### World Green Car of the Year
- 2006 – Honda Civic Hybrid
- 2007 – Mercedes-Benz E320 Bluetec
- 2008 – BMW 118d Efficient Dynamics
- 2009 – Honda FCX Clarity
- 2010 – Volkswagen Bluemotion
- 2011 – Chevrolet Volt
- 2012 – Mercedes-Benz S250 BlueEfficiency[8]
- 2013 – Tesla Model S
- 2014 – BMW i3
- 2015 – BMW i8
- 2016 – Toyota Mirai
- 2017 – Toyota Prius Prime
- 2018 – Nissan Leaf
- 2019 – Jaguar I-Pace

#### Luxus Car of the Year
- 2014 – Mercedes-Benz klasy S
- 2015 – Mercedes-Benz klasy S Coupe
- 2016 – BMW serii 7
- 2017 – Mercedes-Benz klasy E
- 2018 – Audi A8
- 2019 – Audi A7
- 2020 – Porsche Taycan
- 2021 – Mercedes-Benz klasy S
- 2022 – Mercedes-Benz EQS(inne języki)
- 2023 – Lucid Air
- 2024 – BMW serii 5

#### World Urban Car of the Year
- 2017 – BMW i3 94 Ah
- 2018 – Volkswagen Polo
- 2019 – Suzuki Jimny
- 2020 – Kia Soul EV
- 2021 – Honda e
- 2022 – Toyota Yaris Cross
- 2023 – Citroën C3
- 2024 – Volvo EX30

#### World Electric Vehicle of the Year
- 2022 – Hyundai Ioniq 5
- 2023 – Hyundai Ioniq 6
- 2024 – Kia EV9

### Zielony Samochód Roku
Konkurs realizowany jest przez czasopismo Green Car Journal. W skład jury wchodzi 11 dziennikarzy, specjalistów od spraw motoryzacji i ochrony środowiska.
Zwycięzcy konkursu to:
- 2006 – Mercury Mariner Hybrid[9]
- 2007 – Toyota Camry Hybrid[10]
- 2008 – Chevrolet Tahoe Hybrid[11]
- 2009 – VW Jetta TDI Clean Diesel[12]
- 2010 – Audi A3 TDI Clean Diesel[13]
- 2011 – Chevrolet Volt[14]
- 2012 – Honda Civic GX
- 2013 – Ford Fusion
- 2014 – Honda Accord
- 2015 – BMW i3
- 2016 – Chevrolet Volt
- 2017 – Chevrolet Bolt EV

## Inne nagrody w dziedzinie motoryzacji
- Autobus Roku (Bus & Coach of the Year)
- Samochód Ciężarowy Roku (Truck of the Year)
- Samochód Dostawczy Roku (Van of the Year)
- International Pickup of the Year